# La Chapelle-des-Marais
La Chapelle-des-Marais település Franciaországban, Loire-Atlantique megyében. Lakosainak száma 4424 fő (2022. január 1.). La Chapelle-des-Marais Herbignac, Missillac, Saint-Joachim és Sainte-Reine-de-Bretagne községekkel határos.

## Népesség
A település népességének változása:
| Lakosok száma | 2550 | 3037 | 3206 | 3199 | 3965 | 4069 | 4185 | 4338 | 4339 | 4424 |
|               | 1968 | 1982 | 1990 | 2006 | 2013 | 2015 | 2017 | 2019 | 2020 | 2022 |